# 이맥스/W3
Emacs/W3은 GNU 이맥스 텍스트 편집기를 위한 웹 브라우저로 Emacs Lisp로 쓰여져있다. 이 브라우저는 텍스트 기반으로, XEmacs용 Sumo 패키지의 일부이다.